# Lijst van spelers van FC Wageningen
Dit is een lijst van voetballers die minimaal één officiële wedstrijd hebben gespeeld in het eerste elftal van de Nederlandse voormalig profclub FC Wageningen of Wageningen.

## A
- Gerrit Akkermans
- Willem Albers
- Herman Alferink
- Frans van Angeren

## B
- Jaap Bax
- Bob van Beek
- Frans Beijer
- Cees van den Berg
- Geert ten Berge
- Stanley Bish
- Jaap de Blaauw
- Aris Blankenspoor
- Wim Bleijenberg
- Rini Block
- Uwe Blotenberg
- Woudi van de Born
- Frans Bos
- Bram Braam
- Henk van Brakel
- Ko van Brakel
- Marcel van Brakel
- Arnold Brehler
- Paul Bremer
- René van den Brink
- Marcel Broecks
- Bart Broeder
- Richard Budding
- Sjon van de Burg
- Steven van den Brink

## C
- Ulrich Cruden

## D
- Piet Dielissen
- Marcel van Dijk
- Henk van Dijken
- Jaap Dillen
- John Ditewig
- Michel Doesburg
- John Doeser
- Rob van Dorresteijn
- Geurt van Dreven
- Epi Drost
- Gerard Drost
- Jan Drost
- Selis Drost
- Jo van Drumpt
- Ton van Drumpt
- Joop Daalderop

## E
- Ejo Elburg
- Puck Eliazer
- Frans van Ernst

## F
- Jan Fles
- John Frandsen

## G
- René van Gameren
- Peter Gardien
- Bert van Geffen
- Chris Geutjes
- Henk Geutjes
- Peter Gijsbertsen
- Evert van Ginkel
- Frits Goodings
- Bert Gozems
- Jan Groenendijk
- Ronald Grotenberg

## H
- Martin Haar
- Tiny van Haare
- André Hagen
- Ron Hagen
- Jan van Halst
- Piet Hamberg
- Adrie Hazeleger
- Gerdo Hazelhekke
- Bob van Heek
- Peter Heemskerk
- Dirk Heesen
- Karel Heij
- Evert van der Heijden
- Jos Hendriks
- Cor Hildebrand
- Oeki Hoekema
- Henk Hofstee
- Arnold Holleman
- Marinus Holleman
- Johan Homan
- Nelis Houtriet
- Jan Hovestad
- Doeke Hulshuizen
- Herman den Haag

## I
- Lucian Ilie

## J
- Geert Jansen
- Job Jansen
- Reijer Jansen
- Cas Janssens
- Henk Janssen
- Geert Janssen

## K
- Remco van Keeken
- Alex van der Klift
- Frits van der Klift
- Joop ten Klooster
- Abe Knoop
- Arne Koeman
- Herman Koop
- Raymond Koopman
- Ernst Kraak
- Tom Krommendijk
- Lodewijk de Kruif

## L
- Martin Laamers
- Robin van der Laan
- Jan Laurens
- André Leander
- Evert Leander
- Ton van Leur
- Willem Leushuis
- Ton Leussink
- Peter van der Ley
- Cees Lok
- Henk Looijs
- Hans Looijs
- Gustav Loupatty
- Mario Louwers

## M
- Armand Mannen
- Rob McDonald
- Gerard Meerveld
- Ron van der Meijden
- Jan Meijer
- Paul Meijer
- Wim Meijers
- Jan Menting
- Sjaak Menting
- Ger Meurs
- Korouch Monsef
- Dik Morren
- Jan Mulder

## N
- Lammert van Nieuwenhuizen
- Marcel Nijenhuis

## O
- Hein Oelderink
- Aart Ooms
- Jan Oosterhuis
- Jan van Osenbruggen

## P
- Jos Peeters
- Jaap van Pelt
- Ruud van de Peppel
- Dik Peters van Ton
- Bob van der Plas
- Bert van de Pol
- Bob Ponsen
- Hans Posthumus

## Q
- Kees Quint

## R
- Jacques Rademaker
- Evert Radstaat
- Marius van Reemst
- Frank Reijenga
- Geurt van Rennes
- Ben Rietveld
- Fred Rijnders
- Rob Rijnders
- Henny Roelofs
- Jan Rorije
- Theo Rossen
- Aart Rozeboom

## S
- Dick Schneider
- Dick Schoenaker
- Ron Schreuder
- Gilbert Schrijner
- Cor Schuilenburg
- Loeki Sitanala
- Teus van der Sluis
- Guido Smits
- Eric Speelziek[1]
- Cees Spek
- Harry Suvee
- Karel Sülzle

## T
- Koos van Tamelen
- Eddy Tanis
- Zeger Tollenaar
- Ben Tomas

## U
- Reza Uitman
- Loek Ursem

## V
- Carel van der Velden
- Martin Verbeek
- Jan Verhaaf
- Jan Verheijen
- B. Vermeer
- Cees Vermeer
- Wim Vermeer
- Huub Verspui
- Joop van Viegen
- Eugène van Vijfeijken
- Gery Vink
- Klaas Vink
- Ben Visser
- Bert Visser
- Leon Vlemmings
- Hans Vonk

## W
- Mees Wagensveld
- Kees Wanders
- Thijs Waterink
- Hans de Weerd
- Charley van de Weerd
- Gerben van de Weerd
- Ton van de Weerd
- Robert van der Weert
- Gerrit van der Weerthof
- Johan Wegh
- Albert van der Weide
- Berry Weidema
- Ton Weijmer
- Henk Welgraven
- Arno Wellerdieck
- Wim Wouterse
- Dick van der Wulp

## Z
- Nico van Zanten
- Hans Zuidersma
- Wim van Zwam